# Camellia connata
Camellia connata là một loài thực vật có hoa trong họ Theaceae. Loài này được (Craib) Craib mô tả khoa học đầu tiên năm 1925.